# Weyerhof (Eitorf)
Weyerhof ist ein ehemaliger Ortsteil der Gemeinde Eitorf. Es handelte sich um ein wasserburgähnliches Gut.

## Lage
Der Weyerhof ist Ende des 19. Jahrhunderts niedergegangen und lag in der heutigen Ortslage von Halft. Heute erinnert noch eine Straßenbezeichnung an ihn.

## Gestaltung
Das zweistöckige Haupthaus maß 14,5 mal 8 Meter und hatte nach Osten rechts und links zwei kurz vorspringende Seitenflügel, nördlich 1,5 Meter und südlich 2,5 Meter. Der zweiflügeligen Eingangstür gegenüber auf der anderen Seite des Grabens waren Fundamente erkennbar, die auf ein Brückentorhaus schließen lassen können.

## Geschichte
Am 19. Juni 1481 wird der Weierhof im Kirchspiel Eitorf erstmals urkundlich erwähnt. Er fällt bei einer Erbteilung einem Johann von Miel, Provisor zu Siegburg, zu.
1507 war das Gebäude im Besitz des Ritters Mant Hoen von Hartenfells. 1756 verkaufte es Johann Wilhelm Dieffenbach und Maria Katharina de Scholl für 8.500 Reichstaler an das Kloster Merten.
1885 war das Anwesen namensgebend für die umliegenden Häuser und wurde mit 10 Haushalten und 71 Einwohner erwähnt.
1925 waren in Weyerhof 14 Haushalte verzeichnet.